# Johan Lund (kyrkomålare)
Johan Lund var en profan- och kyrkomålare verksam under 1700-talet.
Lund var bosatt i Göteborg och var verksam i västra Sverige som profan- och kyrkomålare. Mycket litet är känt om Lunds liv och arbete, men man vet genom kyrkoräkenskaper att han bland annat utförde en relativt omfattande utsmyckning av Sätila kyrka 1731-1732 som dessutom är signerad i taket. Arvodet för det arbetet var 300 daler silvermynt vilket var en aktningsvärd summa vid den tiden.